# 시카고 도시권

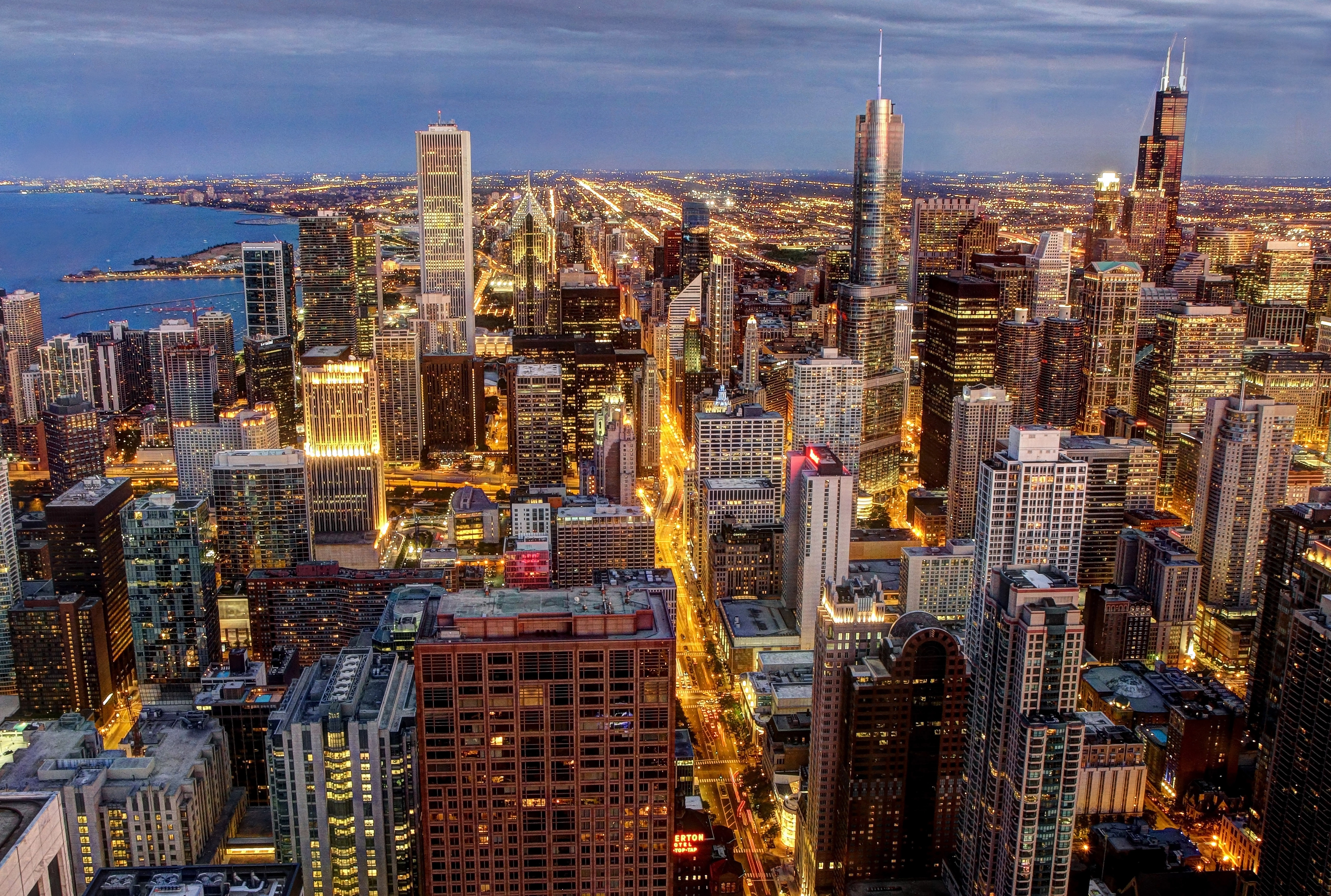
2012년 7월

시카고 도시권(Chicago metropolitan area) 또는 시카고 랜드(Chicago land)는 시카고 및 그 인접 주들의 인근 교외를 아울러 포함하는 대도시 지역이다. 콤바인 통계 지구(CSA,Combined statistical area) 인구는 990만 명이고 대도시 통계 지구(MSA)인구는 950만 명으로 미국에서 세 번째로 큰 대도시 권역이다.

## 주변 주들
|                                             |           |
| 위스콘신, 일리노이, 인디아나주들의 카운티들 | 주변 주들 |

## 대도시권
미국의 대도시권으로는 뉴욕 대도시권이 미국 동부에 위치하고 있으며 미국 서부에는 샌프란시스코 대도시권 및 LA 대도시권이 위치하고 있다. 시카고 대도시권은 동북부에 위치하고있으며 미시건주의 디트로이트를 지나는 약400km정도 거리에 캐나다 국경이 온타리오주 윈저에 있다.

## 같이 보기
- 메갈로폴리스